# Triòmino
El triòmino és un joc de taula (variant del dòmino) en què juguen dos o més jugadors, inventat el 1965 als Estats Units per l'americà nascut a París Allan Cowan. Es basa en un joc de cinquanta-sis fitxes triangulars amb un número a cada caire de la peça. L'objectiu del joc és obtenir tants punts com es pugui, unint triòminos amb els mateixos números.